# Bosmont-sur-Serre
Bosmont-sur-Serre ist eine französische Gemeinde mit 171 Einwohnern (Stand 1. Januar 2022) im Département Aisne in der Region Hauts-de-France. Sie gehört zum Arrondissement Laon, zum Kanton Marle und zum Gemeindeverband Pays de la Serre.

## Geografie
Die Gemeinde Bosmont-sur-Serre liegt im Süden der Landschaft Thiérache am Fluss Serre, zwölf Kilometer südlich von Vervins und 20 Kilometer nordöstlich von Laon. Umgeben wird Bosmont-sur-Serre von den Nachbargemeinden Burelles im Norden, Tavaux-et-Pontséricourt im Nordosten, Saint-Pierremont im Südosten, La Neuville-Bosmont im Süden, Cilly im Westen sowie Prisces im Nordwesten.

## Bevölkerungsentwicklung
| Jahr                       | 1962 | 1968 | 1975 | 1982 | 1990 | 1999 | 2011 | 2021 |
| Einwohner                  | 309  | 313  | 270  | 251  | 197  | 190  | 207  | 178  |
| Quellen: Cassini und INSEE |      |      |      |      |      |      |      |      |

## Sehenswürdigkeiten
- Wehrkirche Saint-Rémi aus dem 12. Jahrhundert, Monument historique seit 1990[1]
- Schloss von Chambly aus dem 17. Jahrhundert, Monument historique seit 1966[2]
- Abri du Kaiser, ein drei Meter tiefer Bunker, aus dem Kaiser Wilhelm II. militärische Operationen des Ersten Weltkriegs beaufsichtigte, Monument historique seit 1921[3]

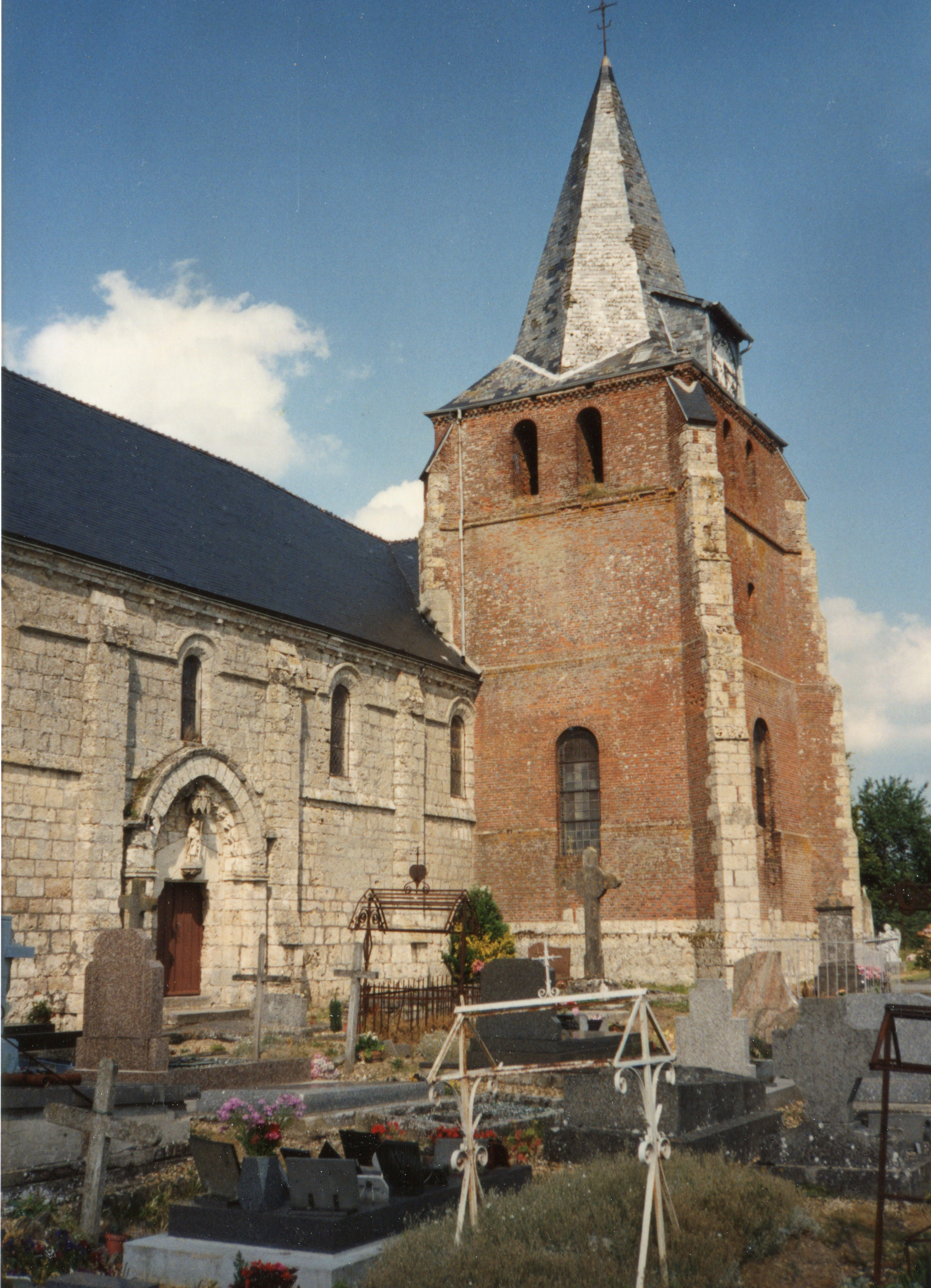
Wehrkirche Saint-Rémi
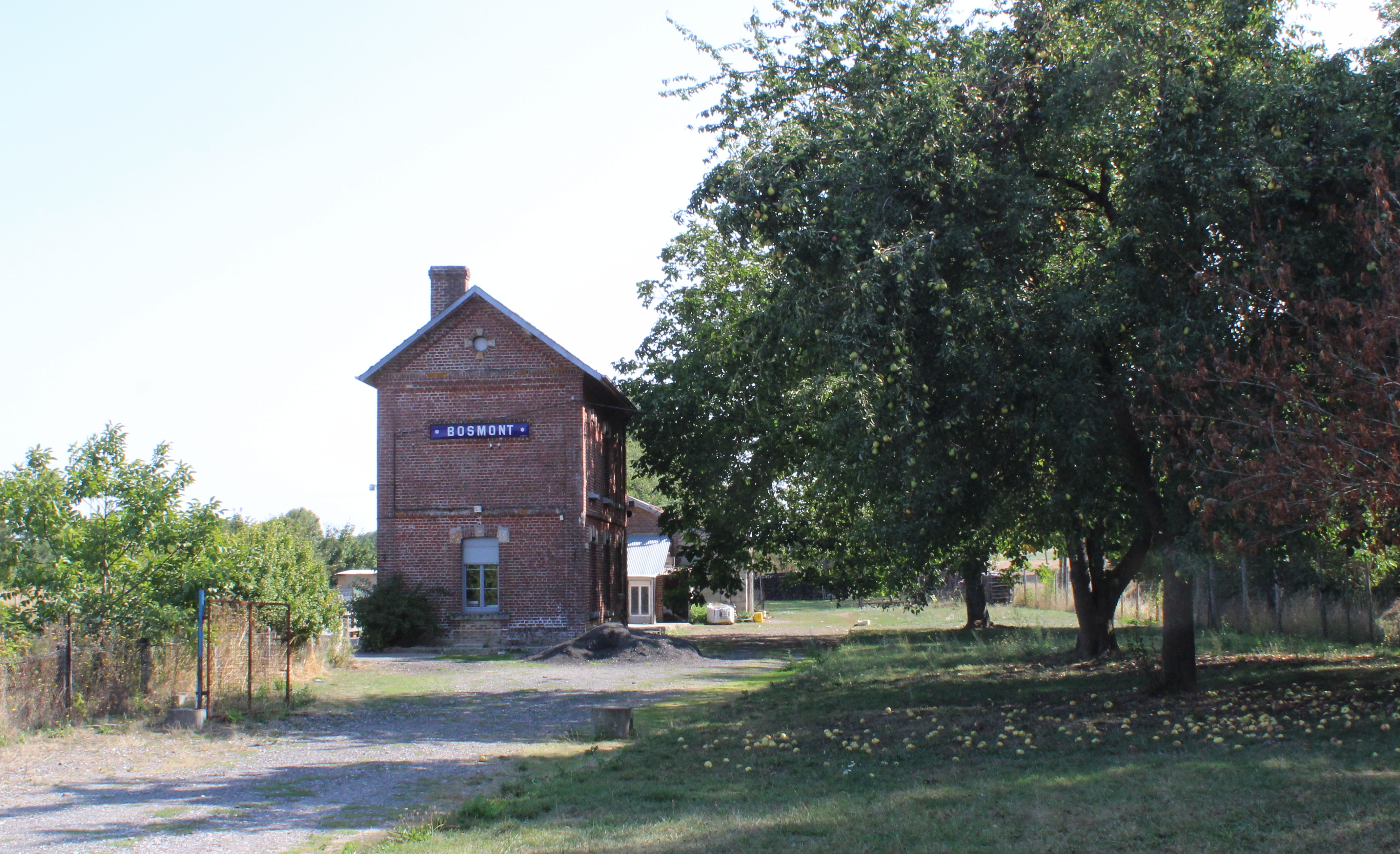
Ehemaliger Bahnhof
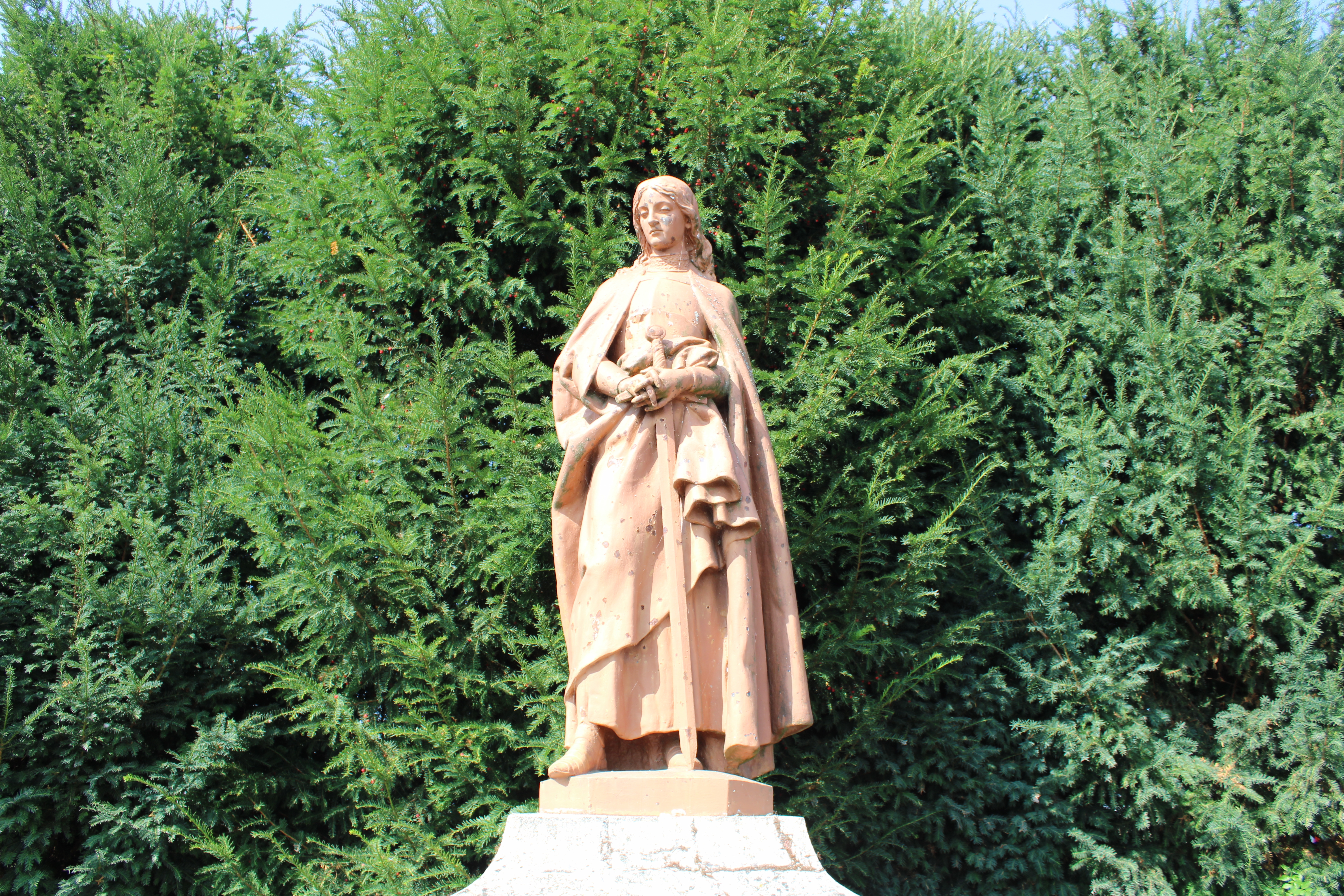
Jeanne d’Arc-Statue
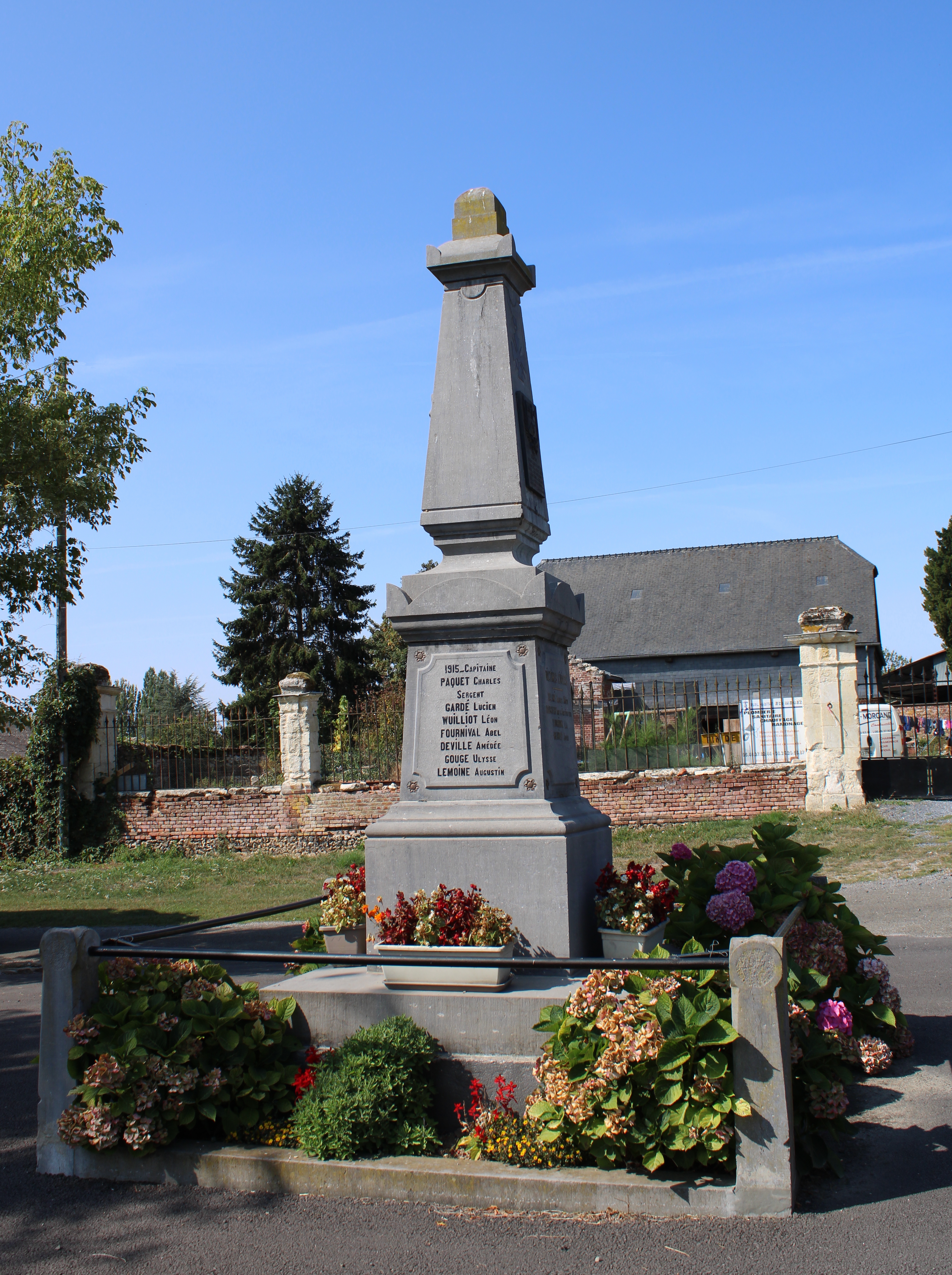
Gefallenendenkmal